# Daskalio
Daskalio (en griego Δασκαλειό, pronunciado: [ðaskaljɔ]) es una pequeña isla en el estrecho de Ítaca, a 750 metros de la costa este de Cefalonia. Pertenece al municipio de Erisos. En la antigüedad la isla se llamaba Asteris (Ἀστερίς) y se la identifica con una isla mencionada en la Odisea de Homero con dos puertos en la que Telémaco, proveniente de Pilos, fue emboscado cuando se disponía a liberar a su madre Penélope. Esta tesis ha sido negada varias veces, entre otros por Wilhelm Dörpfeld que equipara la Ítaca de Homero con la actual isla de Léucade y Asteris con la de Arkoudi. Los defensores de la teoría, señalan los dos puertos naturales de Fiskardo, al norte de Cefalonia, que corresponderían a los mencionados por Homero.
En la deshabitada isla hay una pequeña capilla dedicada a San Nicolás (Agios Nikolaos), restos de una antigua obra de mampostería de una torre que vigilaría el estrecho de Ítaca y restos de piedra de antiguos edificios.